# Кодача
Кодача — река в России, протекает по Пудожскому району Карелии. Впадает в Онежское озеро в посёлке Пяльма. Длина реки составляет 19 км, площадь водосборного бассейна 41,6 км².
В нижнем течении пересекает шоссе Медвежьегорск — Пудож — Вологда.

## Данные водного реестра
По данным государственного водного реестра России относится к Балтийскому бассейновому округу, водохозяйственный участок реки — Бассейн Онежского озера без рек Шуя, Суна, Водла и Вытегра, речной подбассейн реки — Свирь (включая реки бассейна Онежского озера). Относится к речному бассейну реки Нева (включая бассейны рек Онежского и Ладожского озера).

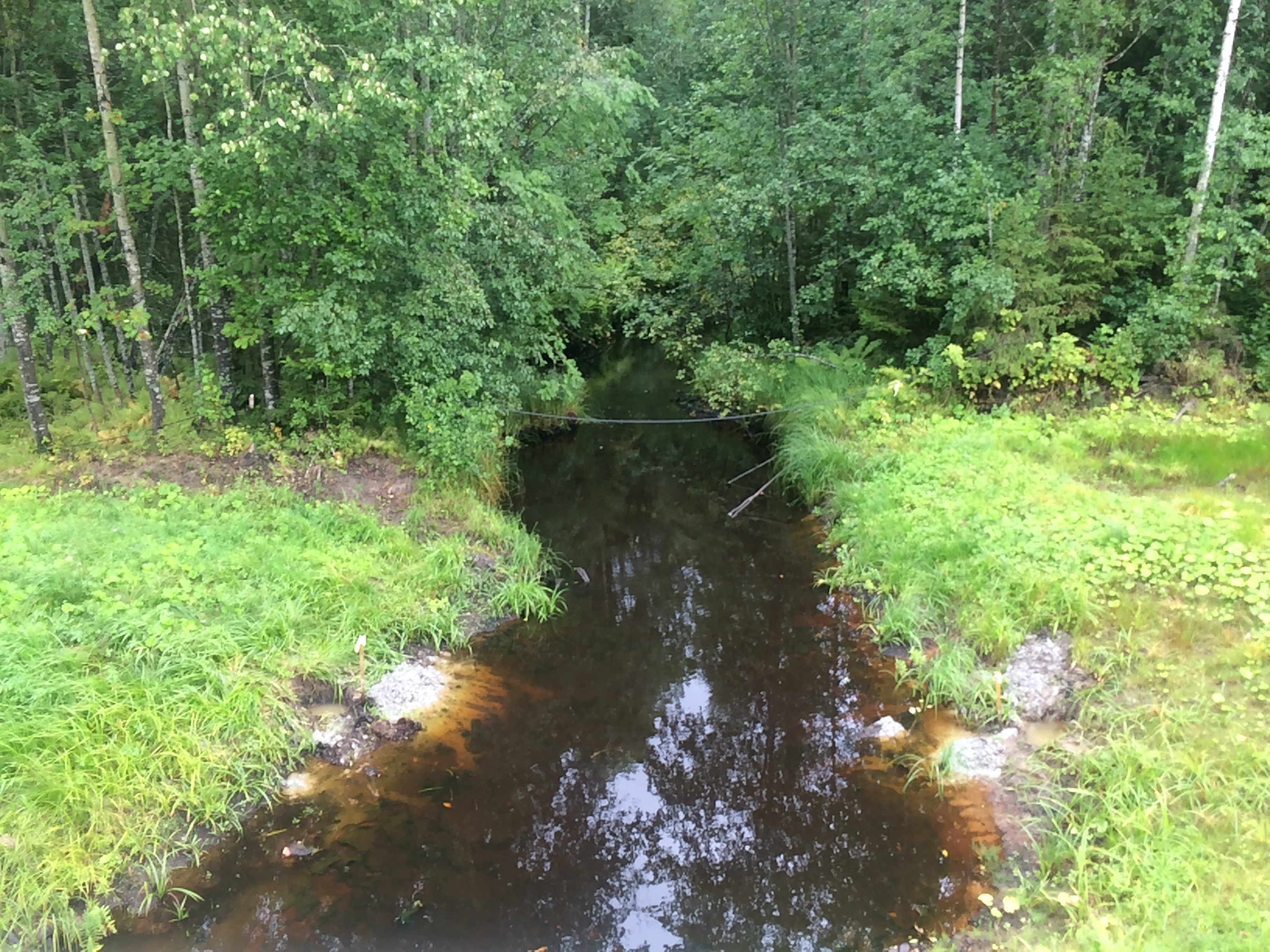
Вид против течения

Код объекта в государственном водном реестре — 01040100612102000015938.